# Brazo covid
El brazo covid es un efecto secundario de la vacuna de Moderna, que consiste en una reacción que causa eritema, induración, prurito y dolor.

## Causas
El sistema inmunitario se activa al recibir la vacuna del Covid-19, preparándose para reconocer y combatir al virus, y esta respuesta y la inflamación que conlleva puede en ocasiones resultar en un sarpullido.

## En qué consiste
Es una reacción cutánea a la vacuna Moderna que puede surgir varias semanas después del primer pinchazo. Y aunque no supone problemas graves para la salud, los expertos recomiendan acudir al médico si se prorroga en el tiempo.